# Verner Varde
Karl Josef Verner Varde, född 19 mars 1897 i Ramkvilla församling, Jönköpings län, död 23 juni 1964 i Malmö, var en svensk barn- och ungdomspsykiater. 
Varde avlade studentexamen i Växjö 1917, blev medicine kandidat vid Lunds universitet 1925 och medicine licentiat där 1930. Han var förordnad som amanuens och extra läkare vid Sankt Lars sjukhus i Lund 1929 och 1933, tillförordnad andre underläkare vid Orupssanatoriet tre månader 1930, assistentläkare vid medicinska avdelningen på Malmö allmänna sjukhus 1930–1931, tillförordnad underläkare vid medicinska avdelning på Falu lasarett tre månader 1931, extra läkare vid Sankta Gertruds sjukhus fyra månader 1931, extra läkare och underläkare vid Pensionsstyrelsens avdelning för nervöst sjuka vid Malmö allmänna sjukhus 1932–1933, underläkare vid psykiatriska avdelningen på Malmö allmänna sjukhus 1933–1934, vid avdelningen för nervöst sjuka där 1934–1938, biträdande lasarettsläkare där 1938–1940 och skolläkare och läkare vid psykiska rådgivningsbyrån (Skolornas rådgivningsbyrå) i Malmö från 1940. Han var även psykiatrisk rådgivare vid Östra Spångs skolhem vid Örkelljunga 1939–1946 och praktiserande läkare i Malmö från 1941.